# Os Meninos do Rio
Os Meninos do Rio —título en portugués traducible como «Los niños del río» o «Los chicos del río»— es un cortometraje hispano-portugués de 2014 dirigido por Javier Macipe. La acción se desarrolla en Oporto y está rodado en color y hablado en portugués. Obtuvo numerosos premios en concursos y festivales y fue nominado al Premio Goya al mejor cortometraje de ficción.

## Sinopsis
En Oporto, un grupo de niños y adolescentes se dedican a saltar a las aguas del Duero desde el piso inferior del puente de Luis I a quince metros de altura, contemplados por los turistas. El joven Leo no se atreve a saltar pero quiere impresionar a la atractiva Samira, quien mantiene una relación con Euriko. Cuando oye la noticia de que un suicida que saltó desde el piso superior del puente —a 65 metros de altura— salvó la vida gracias a que su gabardina actuó como paracaídas tiene una arriesgada idea. Acude al puente provisto de una gabardina y con dos paraguas y le dice a Samira que mire hacia arriba. A continuación sube en el funicular a la parte alta del puente, se coloca junto a la barandilla y abre sus paraguas. En ese momento llega Samira, que también ha visto la noticia del suicida y comprende el propósito de Leo, y le disuade de saltar. De vuelta a casa, Leo lee a Samira su pequeño poema y le pide un beso... o lo imagina.

## Realización
La película fue escrita, dirigida y montada por Javier Macipe, joven director zaragozano de veintisiete años formado en Madrid y Cuba, que había realizado hasta entonces un par de cortometrajes y que ese mismo año 2014 dirigió su primer largometraje: Los inconvenientes de no ser Dios. Según palabras del propio Macipe, el corto «trata de la historia del primer amor, contada desde la sinceridad y desde la propia experiencia». Se rodó en Oporto, en portugués, contando con actores locales no profesionales y con un equipo técnico formado por españoles y portugueses.
La cinta fue coproducida por la zaragozana Temple Audiovisuales y la portuguesa Riot Films y obtuvo el apoyo financiero de la Diputación Provincial de Zaragoza y el Ayuntamiento de Zaragoza. También contó con la colaboración de Douro Azul, la Embajada de España en Portugal, Turismo de Portugal y la empresa de transporte de viajeros ALSA, que incluyó la película en el repertorio que sus clientes pueden visionar cuando viajan en sus autocares.

## Recepción
La recepción crítica —dentro de la limitada atención que reciben los cortometrajes— fue positiva. Se consideró que tocaba temas universales como el paso de la niñez a la pubertad, el primer amor o la muerte, pero situándolos en un ambiente muy determinado que Macipe supo transmitir adecuadamente, sin que pareciera reflejar la mirada de un extranjero. También se señaló que setenta y dos años antes el director Manoel de Oliveira había ambientado su película Aniki Bóbó en el mismo barrio y con jóvenes muy similares, algo que Macipe desconocía cuando llamaron su atención los muchachos que saltaban al Duero.
La película ganó el concurso «El corto del año» de la distribuidora cinematográfica Promofest, al que se habían presentado seiscientos candidatos. El premio consistía en la distribución del filme por más de mil festivales de todo el mundo. En este recorrido, la película obtuvo decenas de premios que dieron a conocer el nombre del joven Macipe. Los éxitos culminaron con una nominación al Premio Goya al mejor cortometraje de ficción.

## Premios y nominaciones

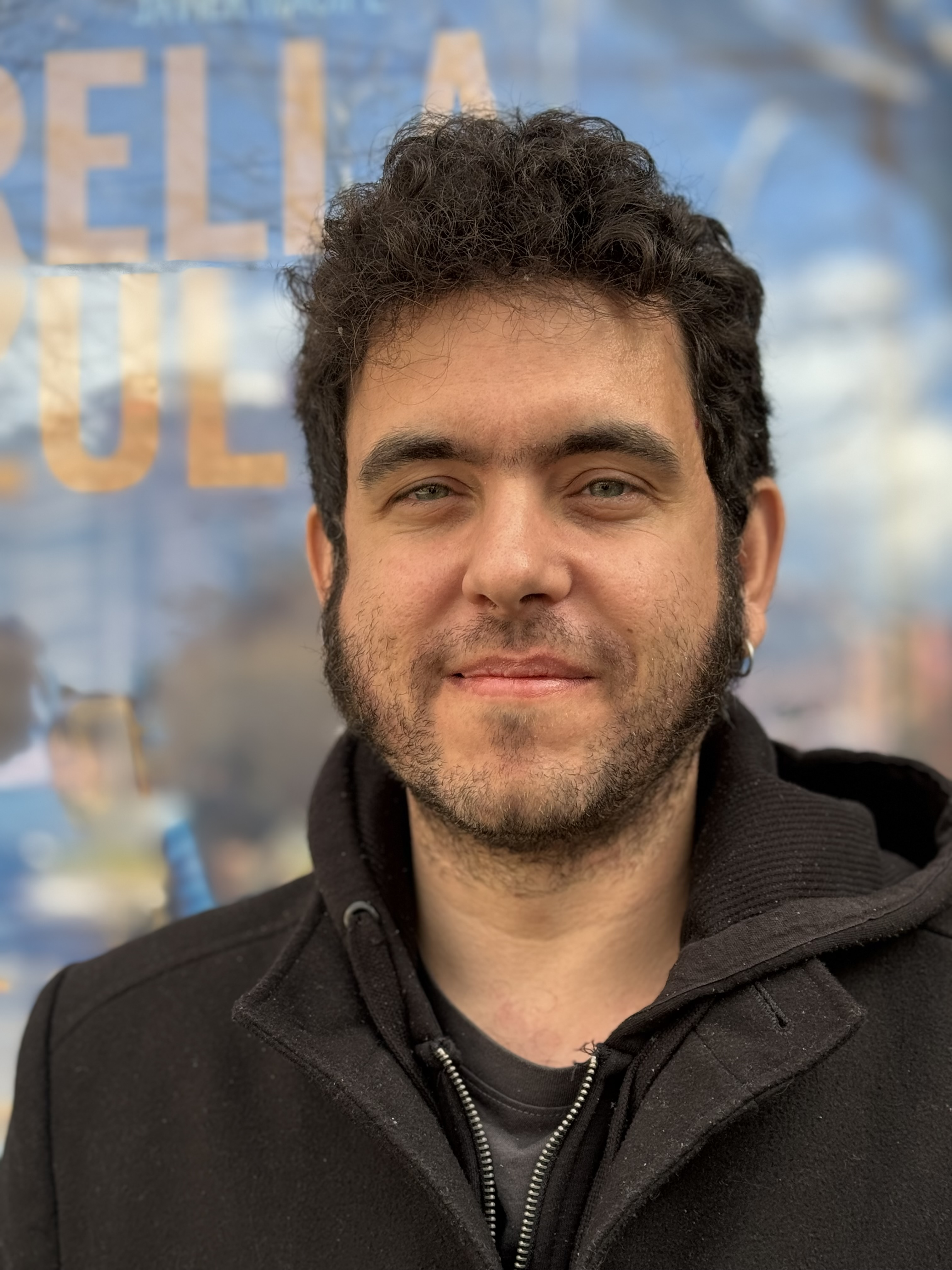
Javier Macipe escribió, dirigió y editó el corto.

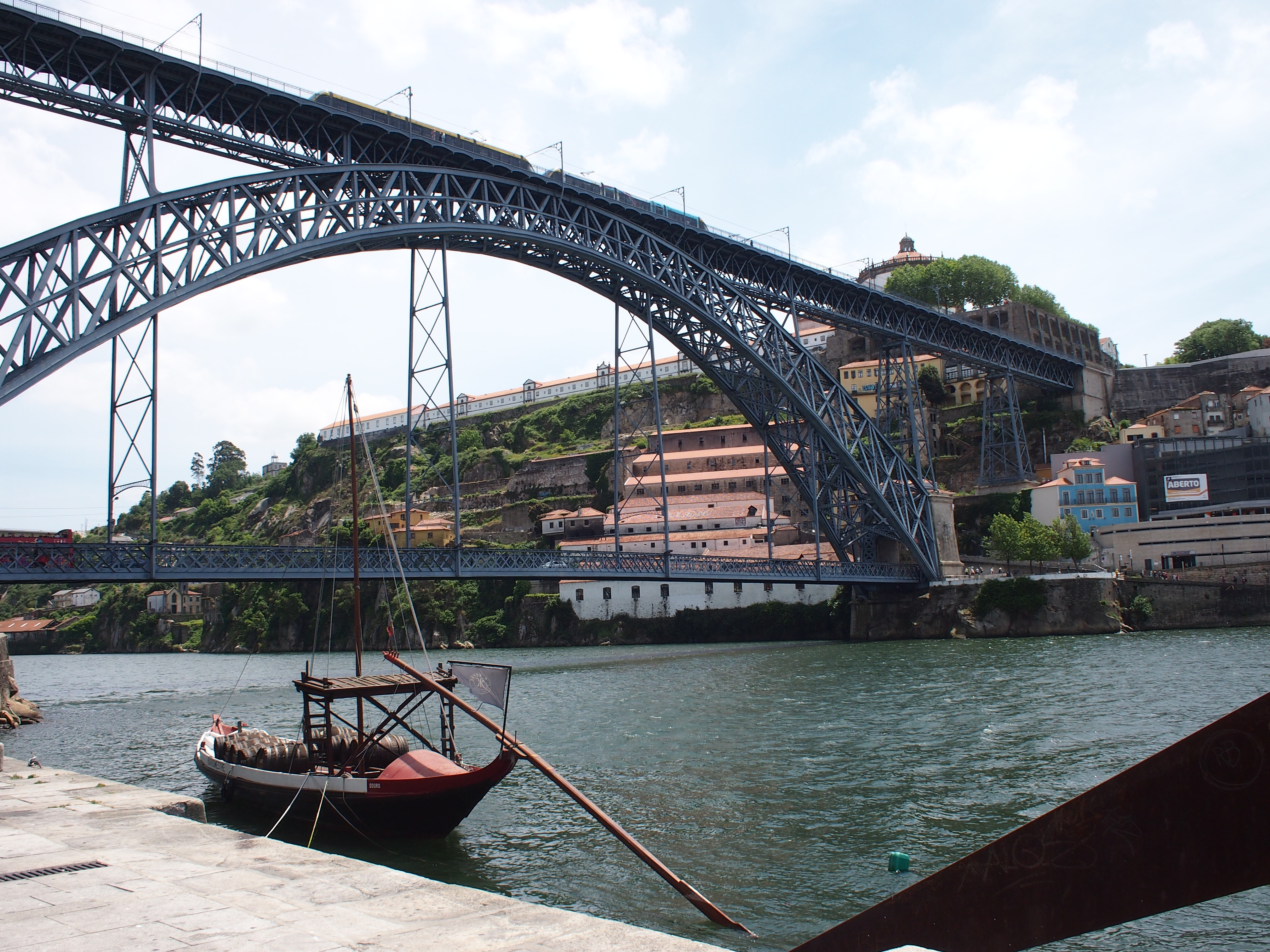
El puente Don Luis I.

XXX edición de los Premios Goya
| Categoría                     | Candidato     | Resultado |
| ----------------------------- | ------------- | --------- |
| Mejor cortometraje de ficción | Javier Macipe | Nominado  |

IV edición de los Premios Simón
| Categoría          | Candidato     | Resultado |
| ------------------ | ------------- | --------- |
| Mejor cortometraje | Javier Macipe | Ganador   |
| Mejor guion        | Javier Macipe | Nominado  |

40.ª edición del Festival de Cine Iberoamericano de Huelva
| Sección       | Premio                           | Resultado |
| ------------- | -------------------------------- | --------- |
| Cortometrajes | Carabela de Plata al mejor corto | Ganador   |
| Cortometrajes | Premio de Rociana al mejor corto | Ganador   |

21.ª edición de la Muestra de Cine Latinoamericano de Cataluña
| Sección       | Galardón           | Resultado |
| ------------- | ------------------ | --------- |
| Cortometrajes | Mejor cortometraje | Ganador   |

41.ª edición del FILMETS Badalona Film Festival
| Sección      | Galardón                   | Resultado |
| ------------ | -------------------------- | --------- |
| Filmets Jove | Mejor cortometraje europeo | Ganador   |

56.ª edición de Zinebi
| Galardón                    | Resultado |
| --------------------------- | --------- |
| Gran premio de cine español | Ganador   |

43.ª edición del Festival de Huesca
| Sección                 | Galardón             | Resultado |
| ----------------------- | -------------------- | --------- |
| Concurso Iberoamericano | Premio Cacho Pallero | Ganador   |

Festival Internacional de Cine de Madrid
| Sección                      | Galardón                             | Resultado |
| ---------------------------- | ------------------------------------ | --------- |
| Sección oficial cortometraje | Segundo premio al mejor cortometraje | Ganador   |

Festival Internacional de Cine de Monterrey
| Galardón                    | Resultado |
| --------------------------- | --------- |
| Mención especial del jurado | Ganador   |